# تشارلز كوفين
تشارلز كوفين (بالفرنسية: Charles Coffin)‏ هو شاعر فرنسي، ولد في 4 أكتوبر 1676 في بيزانسي في فرنسا، وتوفي في 20 يونيو 1749 في باريس في فرنسا بسبب ذات الرئة.

## وصلات خارجية
- تشارلز كوفين على موقع ميوزك برينز (الإنجليزية)